# لويس سير
لويس سير هو رباع كندي، ولد في 11 أكتوبر 1863 في Saint-Cyprien-de-Napierville ‏ في كندا، وتوفي في 10 نوفمبر 1912 في مونتريال في كندا بسبب التهاب الكلى.

## وصلات خارجية
- لويس سير على موقع الموسوعة البريطانية (الإنجليزية)